# Гел Ешбі
Гел Ешбі (англ. William Hal Ashby 2 вересня 1929 року — 27 грудня 1988 року), американський кінематографіст, визначний монтажер і режисер.
Ешбі належав до генерації режисерів, відомої як Новий Голлівуд, або Американська Нова Хвиля. П'ять зі створених Ешбі протягом 1970-х років сімох фільмів («Гарольд і Мод», «Остання деталь», «Шампунь», «Повернення додому», «Бути там») належать до найкращих творів американського кінематографа.
Особливого успіху і популярності Ешбі набув за фільми «Гарольд і Мод» (1971), «Шампунь» (1975) і «Повернення додому» (1978).

## Ранні роки
Гел Ешбі народився 2 вересня 1929 року в Огдені, округ Вебер, штат Юта, США, в мормонській родині Джеймса та Ейлін Ешбі. Батько Гела мав молочну ферму і бакалійну крамницю. Гел був наймолодшим з чотирьох дітей. Коли йому виповнилося шість років, його батьки розлучилися, ще шістьма роками пізніше загинув його батько.
Восени 1945 року Гел поступив навчатися у Морську академію П'юджет-Саунд — підготовчу школу ВМС США поблизу Сіетла.
Під час навчання 1947 року Гел одружився з Лавон Комптон, оскільки дівчина чекала від нього дитину, того ж року в них народилася дочка Лі, але шлюб був нетривалим і вже у травні 1948 року Ешбі отримав розлучення. Деякий час Ешбі задовольнявся випадковими заробітками, працював на залізниці у Вайомінгу і наприкінці 1948 року вирушив у Лос-Анджелес, де так само не мав жодної постійної роботи. 1949 року він вдруге одружився, з Максін Армстронг, цей шлюб також був нетривалим.

## Кінокар'єра

### Монтажер і редактор
Завдяки службі працевлаштування, Ешбі 1950 року отримав роботу оператора мімеографа (копіювальної друкарської машини) у Universal Studios, 1953 року працював у Republic Pictures. В цей час він вже мріяв стати режисером, але для молодої людини, без освіти і досвіду, найбільш можливим вбачався шлях через кіномонтаж. Ешбі використовував будь-яку можливість долучитися до кіновиробництва.
1955 року він став асистентом кіномонтажера у досвідченого Роберта Свінка і навчався кіномонтажу, працюючи з відомими режисерами: Вільямом Вайлером під час створення ним стрічок «Дружнє переконання (фільм, 1956)» (1956) і «Велика країна» (1958) та Джорджем Стівенсом на зйомках «Щоденника Анни Франк» (1959) і «Найвеличніша історія з коли-небудь розказаних» (1965).
Ешбі знадобилося 10 років важкої праці, аби досягти кваліфікації і фахового визнання, але 1965 року він вже став головним редактором фільму «Кохана» (The Loved One) Тоні Річардсона. Продюсер Джон Келлі, що найняв Ешбі для редагування «Коханої», познайомив його з режисером Норманом Джуїсоном, який терміново потребував редактора для фільму «Малюк Цинциннаті» (The Cincinnati Kid) (1966). Знайомство с Джуїсоном і наступна дружба та співпраця з ним докорінним чином змінили життя Гела Ешбі. Одразу після The Cincinnati Kid Ешбі монтував ще три фільми Нормана Джуїсона: «Росіяни йдуть!» (The Russians Are Coming!, 1966), «Спекотної ночі» (In The Heat Of The Night, 1967) та «Афера Томаса Крауна» (The Thomas Crown Affair, 1968). Робота Ешбі над The Russians Are Coming! була 1967 року номінована на «Оскар», а роком пізніше він отримав «Оскар» за монтаж «Спекотної ночі».

### Режисерський успіх
Джуїсон продюсував режисерський дебют Гела Ешбі, соціальну комедію «Домовласник» (The Landlord, 1970), герой якої, Елгар Ендерс (у виконанні Бо Бріджеса), багатий молодик, що спочатку воює з чорношкірими мешканцями власного житлового будинку в Брукліні, але врешті-решт досягає взаєморозуміння і расового миру. Фільм отримав схвальну реакцію критики, яка з роками тільки зміцнилася. На думку кінооглядача The Guardian «…працеголік Ешбі кинувся в проект і створив фільм, майстерніший і ґрунтовніший, ніж багато інших дебютів. З цим дебютом він народився повністю сформований як кінорежисер.»
Другою режисерською роботою Ешбі став фільм «Гарольд і Мод» (1971), чорна комедія за п'єсою Коліна Гіггінса, історія кохання одержимого смертю двадцятирічного хлопця (Бад Корт), що неодноразово підробляв власне самогубство, і невгамовної, живої жінки майже вісімдесяти років (Рут Гордон), що сповідує нонконформізм та свободу. Попри суперечливі відгуки критики одразу після виходу, згодом фільм віднайшов свою аудиторію і став культовою класикою. 1974 року на Міжнародному кінофестивалі в Вальядоліді фільм отримав найвищу нагороду. Він не втрачає глядацької прихильності, за опитуванням читачів Rolling Stone 2014 року фільм посів шосте місце серед 25 кращих культових фільмів усіх часів.
Комедія-драма «Остання деталь» (1973) за сценарієм Роберта Тауна, остаточно визначила Ешбі як режисера першого рангу. Фільм розповідає як матроси першого класу Біллі Бадаскі (Джек Ніколсон) та Річард Малхолл (Отіс Янг) супроводжують вісімнадцятирічного моряка Ларрі Мідовза (Ренді Куейд) з Західної Вірджинії в портсмутську морську тюрму, де він проведе наступні вісім років за дрібний злочин і, зі співчуття до молодості хлопця, влаштовують йому знайомство з «радощами життя» на шляху до тюрми. На Каннському фестивалі 1974 року фільм номінувався на Золоту пальмову гілку, а Ніколсон був визнаний Кращим актором. Роберт Таун отримав «Оскар» за кращий сценарій, що також сприяло визнанню стрічки одним з кращих фільмів року.
Найбільш відомий і відзначений фільм Ешбі «Повернення додому» (Coming Home) це, одночасно, його найбільш особистий фільм. Проект був задуманий Джейн Фонда за сценарієм Ненсі Дауд і спочатку режисером фільму мав бути Джон Шлезінгер. Проте Шлезінгер покинув проект, а сценарій був значно перероблений Вальдо Солтом та Робертом Джонсом. Зірковий склад творців фільму об'єднувала опозиція до війни у В'єтнамі та турбота про ветеранів, що повертаються до Америки, яка не може або не бажає пристосувати їх до мирного життя вдома. Головні ролі виконали Джейн Фонда та Джон Войт, продюсував фільм Джером Геллман, а оператором був видатний Гаскелл Векслер. Академія кіномистецтва та Гільдія режисерів номінували Ешбі на премії за кращу режисуру, а журі Каннського фестивалю — на Золоту пальмову гілку. За свій вклад у цьому фільмі Фонда, Войт та сценаристи здобули «Оскар», на «Оскар» також номінувалися виконавці ролей другого плану та робота кіномонтажера.
Останній з видатних фільмів Ешбі — «Бути там» 1979 року, екранізація сатиричного роману Єжи Косинського. Історія про звичайного, малоосвіченого садівника Шанса (Пітер Селлерс), який мимоволі, завдяки телебаченню та телевізійній беззмістовній риториці, стає впливовим американським політичним експертом. У переліку 100 найсмішніших американських фільмів за 100 років за версією AFI фільм посідає почесне місце.

### Творчий занепад
Після успішної серії фільмів 1970-х наступні зусилля Ешбі — «Уживані серця» (1981) та «У пошуках виходу» (1982), які залишались на полиці протягом двох років, — не мали успіху. Шукаючи зміну темпу, Ешбі створив Let's Spend the Night Together (1982), документальний концертний фільм «Rolling Stones». 1985 року він повернувся до зйомок ігрових фільмів з «Дружина бейсболіста», за сценарієм Ніла Саймона, що розповідав історію кохання бейсболіста (Майкл О'Кіфе) і співачки (Ребекка де Морнай), проте знов не досяг успіху. Фільм мав нульовий рейтинг і був визнаний комерційно неспроможним.
Останній фільм Ешбі, вільна екранізація роману Лоуренса Блока, в якій Джефф Бріджес виконав роль приватного детектива Метью Скаддера, «8 мільйонів шляхів померти» (1986), виявився не набагато кращим. Він також отримав негативну критику і не мав комерційного успіху.

## Фільмографія

### Монтажер
- 1956 — «Дружнє переконання» / Friendly Persuasion Вільяма Вайлера — асистент
- 1958 — «Велика країна» / The Big Country Вільяма Вайлера — асистент
- 1959 — «Щоденник Анни Франк» / The Diary of Anne Frank Джорджа Стівенса — асистент
- 1965 — «Найвеличніша історія з коли-небудь розказаних» / The Greatest Story Ever Told Джорджа Стівенса — асистент
- 1965 — «Кохана» / The Loved One Тоні Річардсона
- 1966 — «Малюк Цинциннаті» / The Cincinnati Kid Нормана Джуїсона
- 1966 — «Росіяни йдуть! Росіяни йдуть!» / The Russians Are Coming! The Russians Are Coming! Нормана Джуїсона
- 1967 — «Спекотної ночі» / In The Heat Of The Night Нормана Джуїсона
- 1968 — «Афера Томаса Крауна» / The Thomas Crown Affair Нормана Джуїсона

### Режисер
- 1970 — «Домовласник» / The Landlord
- 1971 — «Гарольд і Мод» / Harold and Maude
- 1973 — «Остання деталь» / The Last Detail
- 1975 — «Шампунь» / Shampoo
- 1976 — «На шляху до слави» / Bound for Glory
- 1978 — «Повернення додому» / Coming Home
- 1979 — «Бути там» / Being There
- 1981 — «Уживані серця» / Second-Hand Hearts
- 1982 — «У пошуках виходу» / Lookin' to Get Out
- 1983 — Let's Spend the Night Together (документальний)
- 1984 — Solo Trans (відео)
- 1985 — «Дружина бейсболіста» / The Slugger's Wife
- 1986 — «Вісім мільйонів шляхів померти» / 8 Million Ways to Die
- 1987 — «Бунтц з Беверлі-Гіллз» / Beverly Hills Buntz (ТБ)
- 1988 — «Подорож Джейка» / Jake's Journey (ТБ)

## Нагороди і визнання

### Нагороди
- 1968 Премія «Оскар» за найкращий монтаж («Спекотної ночі» / «In the Heat of the Night», 1967)[13]
- 1974 «Золотий колос» (ісп. Espiga de Oro) Міжнародного кінофестивалю в Вальядоліді («Гарольд і Мод» / «Harold and Maude», 1971)[14]
- 1979 Премія Гільдії німецького кінематографа за найкращий іноземний фільм («Повернення додому» / «Coming Home», 1978)[15]

### Номінації
- 1967 Премія «Оскар» за найкращий монтаж ("Росіяни йдуть! Росіяни йдуть! / «The Russians Are Coming, the Russians Are Coming», 1966)[16]
- 1968 Премія «Едді» товариства «Американські кіномонтажери» («Спекотної ночі» / In The Heat Of The Night)[17]
- 1974  Золота пальмова гілка Каннського фестивалю («Остання деталь» / The Last Detail)[18]
- 1977  Золота пальмова гілка Каннського фестивалю («Шлях до слави» / Bound for Glory)[18]
- 1977 Премія «Золотий глобус» за найкращу режисерську роботу («Шлях до слави» / Bound for Glory)[19]
- 1978  Золота пальмова гілка Каннського фестивалю («Повернення додому» / Coming Home)[18]
- 1979 Премія Гільдії режисерів Америки («Повернення додому» / Coming Home)[20]
- 1979 Премія «Оскар» за найкращу режисерську роботу («Повернення додому» / «Coming Home», 1978)[21]
- 1979 Премія «Золотий глобус» за найкращу режисерську роботу («Повернення додому» / Coming Home)[19]
- 1980  Золота пальмова гілка Каннського фестивалю («Бути там» / Being There)[18]
- 1980 Премія «Золотий глобус» за найкращу режисерську роботу («Бути там» / Being There)[19]